# نهر أوينغي
نهر أوينغي هو نهر من كاليدونيا الجديدة . تبلغ مساحته 270 كيلومترًا مربعًا. 

## أنظر أيضا
- قائمة أنهار كاليدونيا الجديدة